# 유지민
유지민(1993년 8월 27일 ~ )은 대한민국의 축구 선수이다. 포지션은 미드필더이며 현재 K3리그의 시흥시민축구단 소속이다.

## 선수 경력
유지민은 2017시즌을 앞두고 K리그 챌린지의 부천 FC 1995에 입단했다.
유지민은 2019시즌을 앞두고 안산 그리너스로 입단.
2019년 여름 이적시장에서 유지민은 내셔널리그의 경주 한수원에 임대를 가게되었다.